# Буш, Кайл
Кайл Томас Буш (англ. Kyle Thomas Busch, род. 2 мая 1985, Лас-Вегас, Невада, США) — американский автогонщик команды NASCAR. В настоящее время ездит на Chevrolet Camaro ZL1 №8 в NASCAR Cup Series. Выступает за команду Richard Childress Racing. Является владельцем команды Kyle Busch Motorsports, выступающей в NASCAR Craftsman Truck Series.

## Ранняя жизнь и карьера
Кайл Буш родился в Лас-Вегасе ( штат Невада). Его первые уроки вождения начались в возрасте шести лет, когда на самодельном картинге он проехал по своему району, хотя даже не мог ещё дотянуться до дроссельной заслонки. Буш следовал указаниям своего отца Тома, который сидел рядом и контролировал педаль газа.Раньше Кайл работал в гараже со своим отцом и старшим братом Куртом.
В 1998 году в возрасте 13 лет Буш начал карьеру водителя. С 1999 по 2001 год выиграл более 65 гонок в "legends car racing", два чемпионата по треку на шорт-треке Лас-Вегас Мотор Спидвей, прежде чем перейти на более поздние модели. Буш одержал десять побед в соревнованиях последних моделей в сезоне 2001 года.
В возрасте 16 лет Кайл Буш начал участвовать в заездах Национальной Ассоциации гонок серийных автомобилей, управляя Ford № 99. В своей первой гонке в серии на автогоночном комплексе Лукас Оил Райсвей Буш занял 9 место. Во второй гонке на автодроме Чикаго Мотор Спидвей он лидировал, пока в его автомобиле не закончилось топливо за 12 кругов до финиша.
Кайл был самым быстрым на тренировке в 2001 году на скоростной трассе California Speedway в Фонтане, штат Калифорния. Однако участвовать ему запретили из-за того, что данный чемпионат CART FedEx Championship Series  спонсировался сигаретами Marlboro, а по правилам основного мирового соглашения по табачным изделиям 1998 года, лицам моложе 18 лет запрещалось участвовать в мероприятиях, спонсируемых табачными компаниями.
В 2002 году Кайл с отличием окончил среднюю школу Средняя школа Дуранго в Лас-Вегасе, штат Невада и сосредоточился на своей карьере гонщика. В том же году он дебютировал в серии гонок ARCA Menards на Мотор Спидвей Лоу, заняв двенадцатое место на Шевроле № 22.

## Карьера в NASCAR

### 2003 год
Кайл Буш вошёл в сезон 2003 года как молодой гонщик Hendrick Motorsports. Он участвовал в семи гонках серии ARCA Menards для команды и одержал свою первую победу в карьере на Нэшвилл Суперспидвей в апреле, затем снова выиграл в Кентукки Спидвей в мае.
После наступления совершеннолетия возобновил свою карьеру в NASCAR, проведя семь гонок в серии на Шевроле № 87 для команды NEMCO Motorsports и заняв два вторых места.

### 2004 год
Буш открыл сезон 2004 года с победы в гонке серии ARCA Menards на международной гоночной трассе Дэйтона, начав свой первый полный сезон в серии Буш в 2004 году на автомобиле Шевроле №5. Буш занял свою поул-позицию в карьере в серии в четвертой гонке года на Дарлингтон Рэйсвэй и одержал свою первую победу в мае на Ричмонд Интернейшнл Рэйсвэй. Буш выиграл четыре дополнительных заезда, сравняв счёт с Грегори Биффл, которому принадлежит рекорд по количеству побед гонщиков в год. Из новичков Кайл финишировал вторым по очкам после чемпиона серии Мартина Труекса-младшего.
Буш также дебютировал в серии Кубка Nextel в 2004 году, за рулём Шевроле № 84 для Hendrick Motorsports. Кайл попытался пройти квалификацию в девяти гонках в 2004 году, квалифицируясь на шести этапах, причём первый раз он был на своей домашней трассе Лас-Вегас Мотор Спидвей. Он показал лучший результат 24-м на Калифорния Спидвэй.

### 2005: сезон новичков
В октябре 2004 года было объявлено, что начиная с 2005 года Буш будет участвовать в серии для Hendrick Motorsports, заменив Терри Лабонте на Шевроле № 5. Буш выиграл свою первую в карьере гонку Кубка спринта на Калифорнийском Спидвее в сентябре. В то время он был самым молодым победителем в истории серии, будучи в возрасте 20 лет, 4 месяцев и 2 дней, что на четыре дня моложе предыдущего рекордсмена Дональда Томаса. Кайл выиграл свою 2 гонку сезона в этом же году на Пинекс  Рейсвэй. Буш также стал самым молодым гонщиком в истории, завоевав титул «Новичок года» серии Nextel Cup на Калифорнийской Спидвее в феврале.
Кайл также соревновался в серии Буш и серии грузовиков Крафтмэн в 2005 году. В конкурсе серии Буш участвовал в четырнадцати гонках, выиграв на трассе Лоу в мае. Выиграл три гонки в одиннадцати стартах в серии грузовиков Крафтмэн для Billy Ballew Motorsports. Первая в карьере победа на моторной трассе Лоу 20 мая 2005 года сделала Кайла Буша самым молодым, на тот момент, победителем в истории серии.

### 2006
Буш одержал победу в серии кубка Nextel в 2006 году в гонке Ленокс Индастриал Тулс на Нью-Гэмпширский  Спидвей. Кайл впервые в своей карьере квалифицировался в Nextel Cup, заняв второе место на Ричмондской Международной Гоночной Трассе в сентябре, перейдя в десятку лучших по очкам. Также закончил год десятым по очкам, отстав на 448 очков от чемпиона серии Джимми Джонсона. В серии Крафтмэн Буш Кайл участвовал в семи гонках, выиграв Куокер Стейк и Луб 200 на автодроме Лоус Мотор Спидвэй.

### 2007
В 2007 году Буш стал первым гонщиком серии Nextel Cup на автомобиле, который, после нескольких смертей на соревнованиях, был частью пятилетнего проекта по созданию более безопасного автомобиля, опередив Джеффа Бертона и выиграв Фуд Сити 500 на Бристоль Мотор Спидвей в марте. Несмотря на победу, Буш заявил о сильной неприязни к данному виду автомобиля. Победа стала 200-й победой в Национальной серии NASCAR для Hendrick Motorsports , 600-й победой NASCAR для Шевроле и первой победой Шевроле Импала в Наскар с тех пор, как Уэнделл Скотт выиграл в Спидвей Парк в Джексонвилле в декабре 1963 года. В апреле на Техас Мотор Спидвей Буш покинул трассу после аварии, не сообщив об этом своей команде. Когда автомобиль Кайла был отремонтирован, Дэйл Эрнхардт-младший был приглашён командой на замену. Позже на Талатэга Суперспидвэй в Busch Series Aaron's 312 автомобиль Кайла с Тони Стюартом и Кейси Мирсом перевернулся в аварии семь раз, в результате чего система защиты шеи и головы треснула от силы аварии.
В мае на гонке Nextel All-Star Challeng на автостраде Лоу Буш и его старший брат Курт попали в аварию во время соревнования за победу, выбив друг друга из гонки. После случившегося  братья были в ссоре между собой.
В том же году 15 июня 2007 года было объявлено, что Буш покинет Hendrick Motorsports после окончания сезона 2007 года. Ему предложили продлить контракт, но вместо этого контракт подписали с Дейл Эрнхардт-младшим. Кайл заявил, что решение о прекращении его контракта было взаимным.
7 июля 2007 года Буш соревновался с Джейми МакМюрреем на Пепси 400, заняв второе место, отстав от соперника всего на 0,005 секунды.
В августе Кайл объявил, что присоединится к Джо Гиббса Рэкинг в сезоне 2008 года,  заменив Джей-Джей Елей на Тойоте № 18. Буш также провёл девятнадцать гонок серии Буш Кабс в 2007 году, выиграв четыре раза и финишировав шестнадцатым по итогам сезона. Также Буш участвовал в одиннадцати гонках в серии грузовиков за Billy Ballew Motorsports, одержав две победы.

### 2008
Кайл Буш начал своё сотрудничество с Джо Гиббса Рэйсинг с того, что в 50-м Дайтоне 500 лидировал по количеству кругов, заняв 4-е место. На следующей неделе на Ауди Клаб Спидвэй, впервые за свол карьеру, стал лидером в серии очков. В Атланте Буш одержал свою первую победу с JGR. В Ричмонде Буш стал участником инцидента с Дейлом Эрнхардтом-младшим, когда за три круга до конца Эрнхардт повернул и позволил Клинту Бойеру уйти вперёд. Этот шаг привёл к тому, что Кайл подвергся критике со стороны фанатов Эрнхардта-младшего.
В августе в Бристоле, автомобиль Буша был сбит Карлом Эдвардсом, который за 30 кругов до финиша врезался в бампер Кайла на первом повороте и одержал победу.
Кайл Буш был лидером по очкам, но следующие плохие финиши в Нью-Гэмпширском Спидвее (финишировал 34-м) и Дуврском Международном Спидвее (финишировал последним) опустили Буша с 20-очкового отрыва до двенадцатого. Кайл финишировал десятым в конце сезона, имея на тот момент рекордные для карьеры восемь побед и 21 гонку в трёх национальных сериях NASCAR.